# Thomas Munck af Rosenschöld (borgmästare)
Thomas Ludvig Munck af Rosenschöld, född 19 oktober 1899 i Landskrona, död 22 oktober 1991 i Malmö, var en svensk jurist och borgmästare. Han var son till August Munck af Rosenschöld och adoptivfar till Johan Munck. 

## Biografi
Munck af Rosenschöld blev juris kandidat vid Lunds universitet 1926, genomförde tingstjänstgöring 1926–1928 och 1930–1931, blev assessor i Skånska hovrätten 1933, extra revisionssekreterare 1938, hovrättsråd 1939, t.f. expeditionschef i Försvarsdepartementet periodvis 1940–1941 samt borgmästare i Malmö 1941–1966. 
Munck af Rosenschöld var biträde vid utredningar i Justitiedepartementet 1935–1936 och i Försvarsdepartementet 1937–1941, sekreterare i civila luftskyddsutredningen 1936, i sociala försvarsberedskapskommittén 1939–41 och andra kommittéer. Han var ledamot av försvarsväsendets rullföringsnämnd 1941, ersättare för vice ordföranden i Arbetsdomstolen 1937–41, ordförande i  Malmöhus läns södra kristidsstyrelse 1941–1949 och i Malmö stads poliskollegium 1947–1961. Han var även ordförande i bland annat Sal Smiths kammarmusikförening, Malmö fornminnesförening och Malmö sparbank Bikupan.
Thomas Munck af Rosenschöld är begravd på Sankt Pauli norra kyrkogård i Malmö.

## Utmärkelser
- Kommendör av första klassen av Nordstjärneorden.[2]
- Sveriges civilförsvarsförbunds förtjänstmedalj i guld (SCFGM)
- Finska minnesmedaljen Pro benignitate humana (FMpbh)